# Extrusió alimentària
L'extrusió alimentària es defineix com el processat d'aliments a partir de diferents operacions per finalment fer-los passar a través d'un motlle amb orificis que donarà a aquests una forma determinada.
Mentre els aliments passen a través de l'extrusora, són sotmesos a unes condicions d'elevada temperatura i pressió que fan que l'aliment es cuini. En sortir de l'aparell, el canvi de temperatura i pressió farà que el producte obtingut s'expandeixi i s'infli. El procés té lloc en continu i sovint dura menys d'un minut.
És una tècnica molt usada actualment perquè aprota versatilitat, permet augmentar la producció de certs aliments, té un cost baix, podem obtenir productes amb diferents formes que siguin d'alta qualitat, i permet crear nous aliments.
La indústria alimentària s'ha vist revolucionada per l'aparició d'aquestes tècniques, ja que presenten molts avantatges respecte d'altres ja existents. Permet modificar diferents tipus de productes només canviant la manera de processar-los i variant alguns dels seus ingredients. El mercat de productes extruits es centra sobretot en els cereals, però també es poden usar altres productes de partida com poden ser fruites, verdures, arrels i tubercles o llavors.
L'augment de la demanda de productes d'aquest tipus, que associem a un canvi en l'estil de vida de la població, ha fet que s'innovi en textura, color i contingut dels aliments extruits.

## Història
L’any 1797, Joseph Bramah va patentar la primera extrusora per aliatges metàl·lics. Però les extrusions alimentàries no van començar fins a la dècada de 1870, on utilitzaven la carn per la producció de salsitxes. La pasta seca i els cereals per esmorzar es van començar a extrusionar al 1930 amb extrusores d’un cargol. En ambdues aplicacions, el nivell de velocitat de cisalla era baix. A finals de la dècada de 1930 i 1940, es van produir rínxols de blat de moro expandits directament mitjançant extrusores, que es caracteritzaven per velocitats de cisalla extremadament altes. La primera patent sobre una aplicació de la tecnologia d'extrusió de doble cargol es va presentar a mitjans dels anys cinquanta. A partir d'aquí, la tecnologia d’extrusió d’aliments es va popularitzar i implementar en moltes altres indústries de processament d’aliments, augmentant així la seva importància.

## Procés d'extrusió
El procés d'extrusió parteix d'ingredients crus que seran clau per la consistència del producte final. Aquests ingredients són sovint sotmesos a un procés de preacondicionament i barreja per assegurar la uniformitat del producte final.
Un cop mesclats, s'inicia el que és pròpiament el procés d'extrusió, en el que els ingredients seran transformats en productes cuinats. Són sotmesos durant un curt període a altes temperatures i pressió dins de l'extrusora, que fan que els productes sòlids es desfacin. Un cop desfets, passaran a través d'un motlle que els donarà la forma desitjada. En sortir de l'extrusora, el canvi de temperatura i pressió farà que el producte s'expandeixi ràpidament, esdevenint finalment un producte cuinat.
Seguidament, es pot passar a una fase de processament post-extrusió en la que el producte obtingut es podrà tallar amb la mida desitjada. També és ara quan el producte es pot assecar, assaonar, o bé recobrir-lo (food coating) per donar el gust que es desitgi.
Les característiques del prodcute final dependran de diversos factors, com poden ser la mescla incial d'ingredients o les condicions d'extrusió i processament post-extrusió.
En el cas de pinsos i cereals, el procés d'extrusió es pot fer per dos mètodes, en funció de si s'aplica o no vapor per acondicionar la farina abans d'iniciar el procés.
- En sec. No apliquem vapor. Es pot usar en productes amb un alt contingut d'oli, ja que aquest mateix serà l'encarregat de lubricar l'extrusora. El procés tindrà lloc a altes temperatures.[7]
- Humit. Apliquem vapor. Cal que la massa estigui ben triturada i poder regular la temperatura de les diferents seccions del procés per aconseguir un prodcute final amb bons valors nutritius. Pot ser de curt temps/alta temperatura, o bé de cocció a pressió.[7]

Les condicions generades per l'extrusora permeten la realització de moltes funcions que permeten utilitzar-la per a una àmplia gamma d'aplicacions. Algunes d'aquestes funcions són les següents:
- Aglomeració: els ingredients es poden compactar i aglomerar en peces discretes amb una extrusora.
- Desgasificació: els ingredients que contenen butxaques de gas poden ser desgasificats per processament d'extrusió.
- Deshidratació: durant el processament normal d'extrusió, es pot produir una pèrdua d'humitat del 4-5%.
- Expansió: la densitat del producte (és a dir, flotant i enfonsant) es pot controlar mitjançant les condicions i la configuració de funcionament de l'extrusora.
- Gelatinització: la cocció per extrusió millora la gelatinització del midó.
- Molta: els ingredients es poden triturar al barril de l'extrusora durant el processament.
- Homogeneïtzació: una extrusora es pot homogeneïtzar reestructurant ingredients atractius en formes més acceptables.
- Mescla: hi ha una varietat de cargols disponibles que poden provocar la quantitat d'acció de mescla desitjada al barril de l'extrusora.
- Pasteurització i esterilització: els ingredients es poden pasteuritzar o esterilitzar mitjançant la tecnologia d'extrusió per a diferents aplicacions.
- Desnaturalització de proteïnes: les proteïnes animals i vegetals es poden desnaturalitzar per cocció per extrusió
- Conformació: una extrusora pot fer qualsevol forma desitjada de producte canviant una matriu a l'extrem del barril de l'extrusora.
- Alteració de la textura: les textures físiques i químiques es poden alterar en el sistema d'extrusió.
- Cocció tèrmica: l'efecte de cocció desitjat es pot aconseguir a l'extrusora.
- Unificació: es poden combinar diferents línies d'ingredients en un sol producte per produir característiques especials mitjançant l'ús d'una extrusora.[8]

## Tipus d'extrusores
Una extrusora és un bioreactor capaç de transformar diversos aliments crus de partida en productes comestibles. Aquestes varien en el seu disseny depenent de l’aplicació que tinguin. Algunes estan dissenyades per barrejar-les i pastar-les: la majoria, però, estan dissenyades per impactar l'energia mecànica i tèrmica a les matèries primeres per provocar els canvis fisicoquímics desitjats. Les extrusores es poden classificar en funció del nombre de cargols que tinguin. Les més utilitzades són d'un cargol i de doble. Les que tenen més de dos cargols s'han utilitzat en la indústria del plàstic però no en el processament d'aliments.

### Extrusores d'un cargol
Les extrusores d'un sol cargol contenen una sola rotació en un barril metàl·lic i tenen diferents patrons. Aquestes consisteixen en tres seccions: d'alimentació, de transmissió o compressió i de mesura o “meterring”. Les matèries primeres s'alimenten en forma granular a la tremuja situada a la secció d'alimentació. L'acció giratòria del cargol transporta el material a la secció de transició, on el canal del cargol es fa menys profund i aquest es compacta. En aquesta secció es dissipa una gran part de l'energia mecànica, la qual cosa provoca un augment de la temperatura del material. És transportat més endavant per la secció de mesura i empès a través de l'obertura de la matriu. Els barrils de les extrusores de cargol simple solen tenir solcs helicoidals o axials a les superfícies interiors, això ajuda a transportar i barrejar el material de manera més eficaç.
Les extrusores d'un sol cargol es classifiquen normalment per la seva relació de longitud a diàmetre (L/D) i de compressió, que és la relació entre la profunditat màxima i mínima del canal, la relació més utilitzada és de 3 a 1. La capacitat de rendiment d'una extrusora d'un sol cargol està relacionada amb la velocitat i les geometries del cargol, a més de les característiques del material.
També es poden classificar en funció del grau de cisalla que s'aplica i les variables operatives associades. La quantitat de cisalla aplicada dona com a resultat diferents propietats del producte. Els nivells alts de cargols provoquen una interrupció de les molècules de midó i proteïnes, afectant la seva funcionalitat, com ara la solubilitat, la viscositat i la capacitat de retenció d'aigua. Avui dia, aproximadament el 70% de les extrusores de la indústria alimentària són del tipus d'un sol cargol.

### Extrusores de doble cargol
Una extrusora de doble cargol consta de dos cargols que giren en les mateixes direccions (co-rotació) o oposades (contra-rotació). També pot variar el grau d’engranatge entre els dos cargols.
Les extrusores co-rotatòries són més utilitzades que les de direcció oposada a la indústria alimentària i a la indústria d'aperitius. Han tingut un paper important en l'ampliació de la varietat de productes que es poden fabricar mitjançant la tecnologia d'extrusió. Aquestes extrusores tenen ports on es poden eliminar components volàtils o afegir sabors a mig corrent. El seu rendiment es pot controlar independentment de la velocitat del cargol, a diferència de l’altre tipus d’extrusores. Així, és possible alterar tant el grau d'ompliment dins de l'extrusora com l'historial de cisalla de temperatura, les quals influeixen en la qualitat del producte. Els avantatges d'aquest tipus de sistema operatiu inclouen la seva eficiència de bombeig, un bon control sobre la distribució del temps de residència, el mecanisme d'autoneteja i la uniformitat del processament.
Les extrusores de contra-rotació no són molt utilitzades a la indústria alimentària encara que són excel·lents transportadors. Tenen unes cambres en formes de C on el material queda atrapat i es transportat. Són bones per processar materials relativament no viscosos que requereixen velocitats baixes i temps de residència llargs, actuant com bombes de desplaçament positiu. Alguns exemples són: xiclets, gelatina i dolços de regalèssia.
Alguns dels avantatges de les extrusores de doble cargol respecte les d’un cargol:
- Els cargols i els barrils tenen un disseny modular, podent-se configurar per adaptar-se al procés i al producte.[6]

- Manegen materials viscosos, oliosos, enganxosos o molt humits i alguns altres productes que llisquen en una extrusora d'un sol cargol.
- Tenen una acció de bombament positiva i una pulsació reduïda a la matriu
- Hi ha menys desgast a les parts més petites de la màquina que a l'extrusora d'un sol cargol
- Presenten una alimentació no pulsada
- Es pot utilitzar una àmplia gamma de mida de partícula (des de la pols fins als grans), mentre que un sol cargol es limita a un rang específic de mida de partícula.[8]

## Aliments sotmesos a extrusió

### Cereals per esmorzar

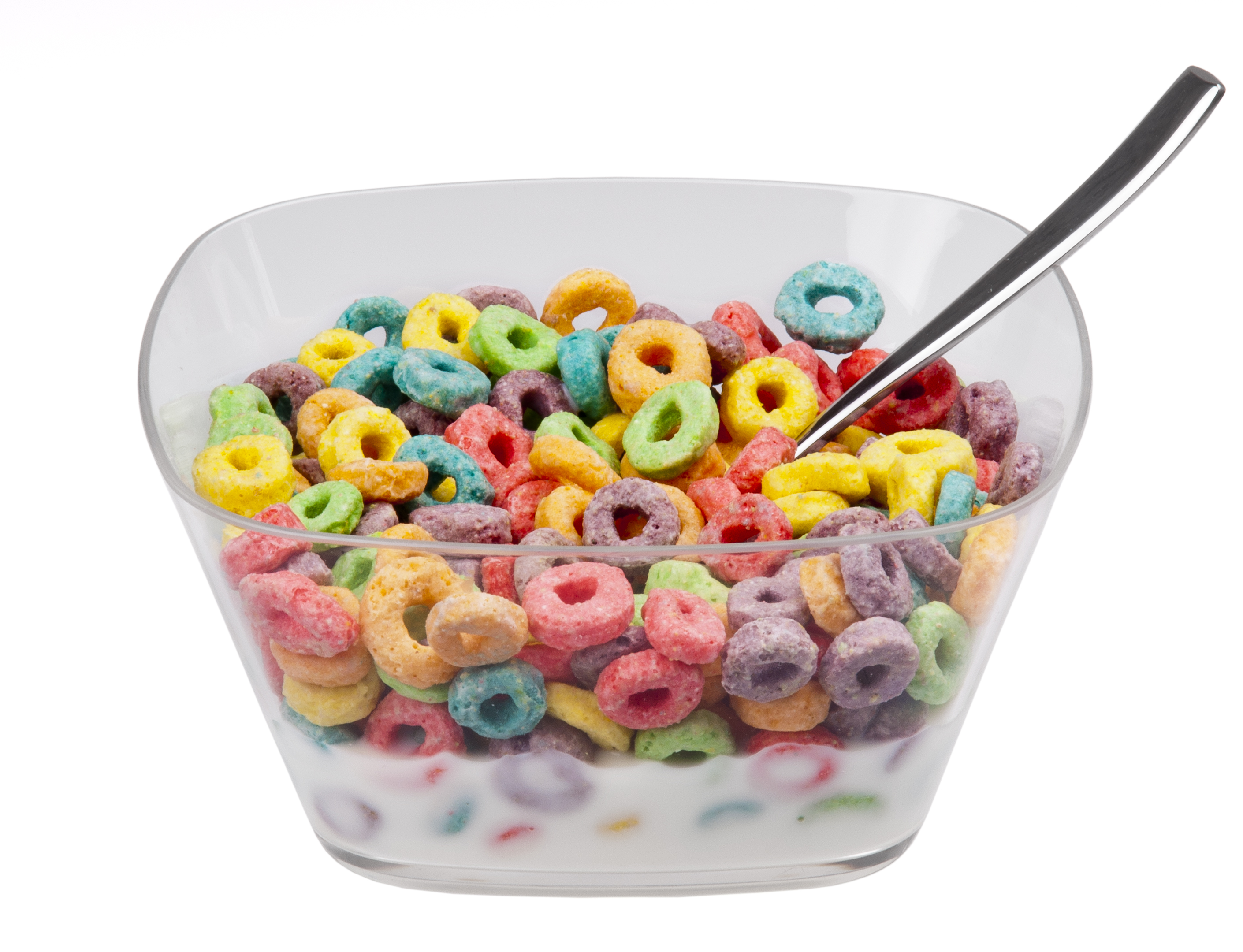
Cereals per esmorzar. Exemple d'aliment extruit.

El processat de cereals mitjançant extrusió presenta certs avantatges respecte mètodes tradicionals, donat que el procés és més ràpid i econòmic. A més, hi ha una major flexibilitat a l'hora de generar diferents tipus de productes. Aquesta intervé en el procés d'expansió i inflat del cereal, que permet la creació de diverses formes.

### Snacks
Partim de diferents tipus de cereals seleccionats prèviament, que seran sotmesos a un procés físic per donar lloc a snacks amb diferents formes i textures. El cereal escollit es barreja amb altres ingredients sota pressió, i la massa obtinguda es fa passar a través d'un motlle que donarà la forma desitjada.
En aquest tipus d'aliments es molt important l'expansió de la massa, i normalment esperem productes inflats. És per això que el blat no es sol usar en grans quantitats en aquest tipus de producte, ja que el seu alt contingut en gluten fa que es creï una xarxa que no permet l'expansió.
Els snacks es poden classificar en tres grups:
- Snacks de primera generació. S'inclouen els snacks constituïts únicament per productes naturals usats per produir altres snacks, com són les patates xips, els fruits secs o el blat inflat.
- Snacks de segona generació. És el grup majoritari. S'inclouen els snacks constituïts per un sol ingredient i tots les que són expandits. Són snacks amb un alt contingut en fibra i proteïna, i amb poques calories. Incloem els aros de ceba, pals de patata i snacks tridimensionals. Poden ser assaonats amb diferents gustos, sal o sucres.

| Ingredients                           | Quantiat (%) |
| ------------------------------------- | ------------ |
| Snacks amb alt contignut de proteïna  |              |
| Farina d'arròs                        | 35           |
| Farina de blat                        | 35           |
| Concentrat de soja                    | 20           |
| Sucre                                 | 6            |
| Maizena                               | 2            |
| Oli vegetal                           | 2            |
| Snacks pals de patata                 |              |
| Grànuls de patata                     | 64           |
| Farina de blat de moro desgerminada   | 35           |
| Oli vegetal                           | 1            |
| Rodes de blat                         |              |
| Farina de blat de moro desgerminada o | 100          |

- Snacks de tercera generació, també coneguts com a pellets. S'inclouen els snacks constituïts per més d'un ingredient, de manera que les formulacions del material de partida seran molt variables. Són extruïts a baixa pressió per evitar l'expansió, i després s'assequen havent afegit sal anteriorment per facilitar l'eliminació de la humitat. L'assecat és un procés crític, i serà el determinant de la qualitat del producte final. No són rics en proteïna, de manera que es sol afgir externament. Existeixen variacions per la producció d'aquest tipus de snacks, com és la cocció usant aire calent, que fa que el producte absorbeixi menys oli que si es fa fregit.[13]

| Ingredients               | Quantitat (%) |
| ------------------------- | ------------- |
| Basats en blat            |               |
| Textura rígida i cruixent |               |
| Gra mòlt                  | 94.5          |
| Maizena                   | 5.0           |
| Monoglicèrid              | 0.5           |
| Textura espumosa i suau   |               |
| Maizena                   | 55.2          |
| Midó de blat              | 27.5          |
| Midó de tapioca           | 14.0          |
| Greix líquid              | 2.5           |
| Monoglicèrid              | 0.8           |
| Basats en patata          |               |
| Textura rígida i cruixent |               |
| Flocs de patata           | 49.0          |
| Farina de força           | 30.0          |
| Midó de blat              | 20.0          |
| Monoglicèrid              | 1.0           |
| Cruixents                 |               |
| Flocs de patata           | 47.0          |
| Farina de força           | 30.0          |
| Midó de blat              | 20.0          |
| Oli vegetal               | 3.0           |
| Suaus                     |               |
| Flocs de patata           | 49.0          |
| Farina de blat            | 30.0          |
| Midó de blat              | 20.0          |
| Monoglicèrid              | 1.0           |
| Snacks especialitzats     |               |
| Recepta de gamba fresca   |               |
| Midó de tapioca           | 64.0          |
| Gamba fresca              | 20.0          |
| Farina d'arròs            | 10.0          |
| Oli vegetal               | 3.0           |
| Sal                       | 3.0           |
| Pebre                     | 1.0           |

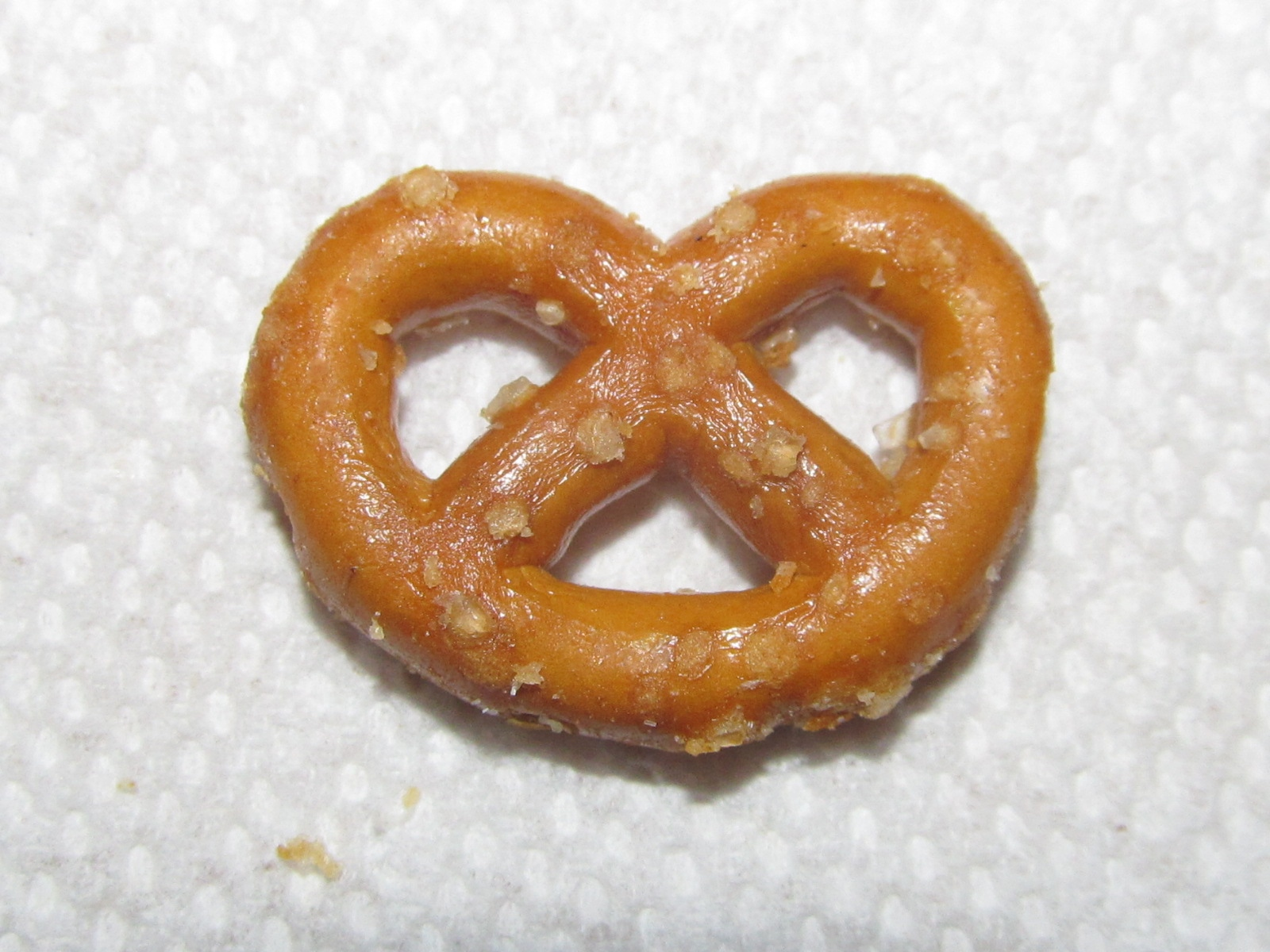
Pretzel. Exemple de snack de tercera generació.

El cost dels productes finals dependrà en gran part del material de partida. Els ingredients més usats per la producció de snacks són el blat de moro, el blat, l'arròs, patata, tapioca (fècula obtinguda de l'arrel de la mandioca) i civada. A més, un dels nutrients majoritaris és el midó, que s'haurà de cuinar perquè el sistema digestiu el pugui digerir.
Pel que fa als cereals usats, n'hi ha de molts tipus, però només interessaran els que tinguin la capacitat d'expandir-se, com és el cas del blat de moro, el blat i l'arròs. El cereals que presentin una alta quantiat de lípids seran difícils d'expandir i no seran útils.
El blat de moro és l'ingredient principal en corn collets i molts snacks de tercera generació. En funció de la textura desitjada, s'escollirà una granulació diferent. Com més cruixent es vulgui el producte final, major ha de ser la granulació.
Per altra banda, el blat es pot transformar en farina. La farina de blat s'usa per produir snacks fornejats o fregits, pretzels o altres. El blat és ric en midó, de manera que sexpandirà bé; i també presenta un contingut de proteïna elevat en comparació amb altres cereals, fet que aportarà un major valor nutricional. Aquest cereal té un ús limitat en la producció de snacks degut al seu cost.
L'arròs és molt usat en la producció de snacks al Japó, i és un dels productes de partida més usats pel seu baix cost. S'usa en snacks inflats ja que és capaç d'expandir-se, i en funció de l'arròs usat les característiques de la farina produïda seran diferents. La farina provinent de grans d'arròs més grans permetrà obtenir snacks més cruixents, mentre que la que prové d'arròs més cerós permet obtenir snacks amb una textura més suau. L'arròs és l'ingredient que necessita una temperatura més elevada per ser cuinat en el procés d'extrusió.
La civada s'usa en petites quantitats en alguns tipus concrets de snacks. Nutricionalment és molt similar al blat, excepte pel seu contingut en fibra que és més elevat. Té capacitat per expandir-se i en ser sotmesa a calor aportarà un color torrat, a vegades daurat.
Per acabar, hi ha altres fonts de cereals com poden ser les patates o tapioca. Els tubercles en general aporten energia, i el midó capacitat d'expansió i viscositat. La patata té una gran capacitat d'unió i aprota un gust determinat, a més d'un color marró al producte final. Pel que fa a la tapioca, aquesta s'usa principalment en snacks de tercera generació. No necessita altes temperatures per cuinar-se.
Actualment està apareixent una nova modalitat de processament de snacks, que són els snacks co-extruïts. Permet obtenir snacks amb dos gustos o colors diferents. Un dels productes més comuns produïts per mitjà d'aquesta tecnologia són tubs fets de cereals emplenats amb formatge.

### Pasta

Fusilli. Exemple de pasta extruida.

Solen ser productes basats en blat que estan fromats per una massa feta de farina i aigua, i en algunes ocasions ou. La millor farina per fabricar aquests aliments és la farina de blat candial, que aporta a la pasta el seu color groc característic. Les farines usades per fabricar pasta contenen una gran quantitat de gluten, que és imprescindible perquè la pasta adquireixi la textura desitjada, ja que aporta elasticitat.
La farina, juntament amb altres ingredients, es comença a barrejar en un mesclador al buit, i posteriorment se li afegeix aigua calenta. La massa es seguirà barrejant fins que estigui completament hidratada, quan ja estarà preparada per entrar a l'extrusora. Si la massa no s'hidrata, la xarxa de proteïna que crea el gluten no es desenvoluparia, i la textura de la pasta no seria la correcta. El fet que el procés tingui lloc al buit és important per reduir la pèrdua de pigmentació catalitzada per la lipoxigenasa.

### Menjar per mascotes
La cuina per extrusió es va utilitzar per fabricar aliments per a mascotes a principis dels anys cinquanta. Avui en dia, l'extrusió s'utilitza per fer aliments per a mascotes semihumits i secs, aliments aquàtics, aliments làctics i aliments per a animals de laboratori. L'extrusió ofereix una manera de cuinar, donar forma i pasteuritzar aquests productes. Permet una millor utilització dels grans de cereals disponibles, així com de les proteïnes vegetals i animals, en l'elaboració de dietes econòmiques i nutricionalment equilibrades amb característiques úniques i millorades.
El menjar per mascotes està fet amb una base de cereals. La importància en la selecció de nutrients per realitzar aquest tipus de processat rau en el fet que el producte final ha de ser equilibrat nutricionalment, i ha de respondre a unes característiques organolèptiques determinades.
La qualitat del material de partida dependrà dels requisits que el propietari dels animals demani pel producte final. Així, el repte d'aquest processat recau en aconseguir productes d'alta qualitat mantenint els costos de formulació i operació al mínim.
El nutrient més important en el menjar per mascotes són les proteïnes, ja que els cereals no proporcionen els aminoàcids essencials pel correcte creixement i desenvolupament dels animals, i caldrà afegir-les externament. Les fonts de proteïna poden ser d'origen animal o vegetal. Les proteïnes no són només importants a nivell nutricional, sinó que les seves característiques físico-químiques són essencials pel correcte processat dels pinsos.
Pel que fa al midó, la seva importància no és gran pel que pugui aportar nutricionalment, ja que és només una font d'energia addicional; sinó que és molt útil per cohesionar el producte final. Ha d'estar ben cuinat perquè es gelatinitzi i poder realitzar correctament la seva funció.
Els greixos i lípids seran una font d'energia, i les vitamines són un dels micronutrients més importants.
També es poden afegir pigments i colorants, que permetran distingir els diferents tipus de pinsos i menjars. A més, s'afegeixen potenciadors de gust juntament amb la massa, o bé espraiant-los a la superfície del pinso un cop obtingut el producte final.

## Efectes de l'extrusió sobre diferents nutrients

### Midó
El midó és un hidrat de carboni que trobem principalment en tubercles, cereals i altres llavors. Està format per dos polímers de molècules d'α-glucans, amilosa i amilopectina. En la seva forma nativa el trobem en forma de grànuls parcialment cristal·lins, que en ser sotmesos a l'extrusió absorbeixen aigua, s'inflen i es trenquen i degraden, obtenint una pasta amb unes propietats diferents a les que tenia el midó en l'inici del procés. En la majoria de productes extrusionats en que trobem midó, aquest es troba gelatinitzat degut a que ha estat sotmès a elevades temperatures en presència d'aigua. Que es trobi en aquest estat és imprescindible per a la seva correcta digestió, si més no, per a facilitar-la.
La pèrdua del caràcter cristal·lí del midó depèn principalment de la ràtio amilosa/amilopectina. Quan els valors d'amilsoa són alts, el midó reté millor la cristal·linitat en comparació a quan aquests valors són baixos. Pel que fa als grànuls, la majoria seran desintegrats i en sortir de l'extrusora crearan una estructura en forma de rusc.
Referent a les propietats físico-químiques, l'extrusió fa que el midó humit s'expandeixi en un procés de 5 passos: reordenaments estructurals, nucleació, inflat i creixement i col·lapse de les bombolles. L'expansió augmenta si també ho fa la temperatura, però fins un cert llindar, que en sobrepassar-se farà que les bombolles esclatin disminuint així l'expansió.
La textura també dependrà dels paràmetres de l'extrusora. A una temperatura elevada la viscositat disminueix i s'afavoreix el creixement de les bombolles, augmentant per tant l'expansió i generant un producte final suau i tou.
En general, l'extrusió facilita la digestió del midó.

### Greixos
A causa de l'alta pressió a la que són sotmesos en ser extrusionats, emulsionen i queden recoberts per midó i proteïnes. En trobar-se emulsionats, seran més atacables pels sucs digestius de l'estómac, fent que puguin proporcionar més energia en consumir-los. A més, lipases i peroxidases es desactiven, fent que millori l'estabilitat del producte final.

### Proteïnes
El valor nutricional que aportin les proteïnes dependrà dels aminoàcids essencials, i el determinant de la qualitat d'aquestes serà la seva digestabilitat.
La majoria de proteïnes es trenquen i desnaturalitzen en ser sotmeses a altes temperatures, perdent així les seves propietats. Tot i això, la desnaturalització permet millorar la seva digestió. Els factors que més afecten a la digestió són la ràtio d'alimentació i la temperatura.
L'extrusió també pot inactivar factors antinutricionals i pot destruir inhibidors de tripsina quan el procés té lloc a temperatures i temps de residència elevats i ratios baixes d'alimentació.
Des del punt de vista nutritiu i entre tots els aminoàcids essencials, cal destacar el contingut de lisina dels productes extruïts, donat que és un aminoàcid molt reactiu i com menys agressiu sigui el procés al que és sotmès, millor.
En productes que també continguin molt de midó, les proteïnes quedaran a l'interior de la matriu que forma aquest, però els enzims del tracte digestiu podran trencar-la, alliberant així les proteïnes.

### Vitamines
Les vitamines són un nutrient essencial per la salut dels humans, ja que ajuden a la digestió de carbohidrats, proteïnes i greixos, de manera que interessa que es mantinguin en els productes finals obtinguts després de l'extrusió. Les característiques pròpies d'aquestes varien en funció del grup al que pertanyen. Així, l'estabilitat de cadascuna d'elles, que és la capacitat que tenen per mantenir al seva activitat en ser sotmeses a estrès químic o físic, serà diferent.
Les proteïnes liposolubles (vitamina A, vitamina D i vitamina E), són de les més estables i com més humitat hi hagi en el procés, més vitamines seran retingudes en el producte final.
Pel que fa a la vitamina E, el percentatge de pèrdua augmenta en un 45% (de 20% a 65%) en ser sotmesa a temperatures elevades i temps de residència llargs, en comparació a si els valors d'aquests dos paràmetres són més baixos. Aquesta vitamina, juntament amb altres tocoferols, actúa com a vitamina però també com a antioxidant.
En el cas de la vitamina A, es destrueix una part d'aquesta durant l'extrusió, sobretot en la producció de snacks a partir de cereals. Tot i això, en bullir la massa durant 2 minuts abans d'entrar-la a l'extrusora, les pèrdues es redueixen. Quan major és el temps de residència, major és la reducció de vitamina A.
Pel que respecta a la vitamina D, és molt estable a altres condicions físico-químiques, però no ho és tant a augments de temperatura; de manera que durant l'extrusió es produiran pèrdues d'aquesta. No és molt comú usar-la en aliments extruïts per humans.
Pel que fa a les vitamines hidrosolubles (vitamina C o grup de vitamines B), són més inestables. En presència d'humitat, temperatura i oxidació es perdrà el contingut de àcid ascòrbic (vitamina C). En el cas de les vitamines B, s'ha vist que la retenció de tiamina baixa a elevada temperatura i quan el procés es dona a baixa humitat o en absència d'aigua. En canvi, la riboflavina (vitamina B2) i la niacina no és veuen afectades en aquestes condicions.

### Fibres
La fibra descriu molts components diferents dels aliments, i les parts comestibles d'aquestes es coneixen com a fibres dietètiques. Aquestes inclouen polisacàrids, oligosacàrids, lignina, i altres substàncies associades a plantes.
En general, l'extrusió solubilitza les molècules més grans de fibra i redueix el pes molecular de l'hemicel·lulosa i la pectina. Alguns tractaments alcalins o àcids previs a l'extrusió augmenten lleugerament la solubilitat de les fibres.
En condicions suaus o moderades, l'extrusió no modifica les propietats d'aquest nutrient, mentre que en condicions més extremes el contingut en fibra augmenta.

## Avantatges i desavantatges
El processament d'extrusió ha continuat guanyant popularitat com un dels processos més eficients energèticament i respectuosos amb el medi ambient, ja que es produeixen pocs residus, per a una àmplia gamma de productes alimentaris. La cocció per extrusió és, per tant, una de les tècniques preferides de processament d'aliments a causa del seu procés continu amb alta productivitat i control automatitzat. També hi ha una alta qualitat del producte atès que l'extrusió és un procés d'escalfament d'alta temperatura/poc temps (HT/ST), minimitza la degradació dels nutrients dels aliments alhora que millora la digestibilitat de les proteïnes (per desnaturalització) i els midons (per gelatinització). La cocció per extrusió a altes temperatures també destrueix compostos antinutricionals, és a dir, inhibidors de la tripsina, i enzims indesitjables, com lipases, lipoxidases i microorganismes. A més es creen nous aliments ja que es modifiquen materials alimentaris com proteïnes i es donen característiques diferents ja sigui en la forma, textura, color o allargant la vida útil entre d'altres. Per acabar recalcar la seva adaptabilitat i el seu baix cost en comparació amb altres sistemes de processament d’aliments.
Els desavantatges del processament d'aliments per extrusió inclouen una costosa inversió financera inicial i una selecció acurada de paràmetres del procés com ara el contingut d'humitat, la mida de les partícules d'alimentació, la velocitat d'alimentació, la velocitat del cargol, la temperatura, la configuració del cargol i la forma de la matriu per evitar la reacció i formació de substàncies nocives. A part del finançament inicial inicial, la major part de el desavantatge és el coneixement purament tècnic que es pot obtenir mitjançant cursos de formació breus. Així, els avantatges del processament d'aliments per extrusió superen amb escreix els desavantatges.

## Mercat
S'estima que en el 2021 el mercat mundial d’extrusió d’aliments es valora en 73.100 milions de dòlars i es preveu que arribi a 99.700 milions de dòlars pel 2026. L’avançat equip automatitzat de processament d’aliments permet la producció de grans volums de productes amb gran qualitat i una vida útil més llarga.Aquest augment és degut sobretot per la demanda de cereals per esmorzar, pa, ingredients funcionals, aperitius i productes a base de carn.
Les regions europees i nord americanes estan altament impulsades per la tecnologia i les diverses aplicacions alimentàries, el que contribueix al creixement del mercat d'extrusió d'aliments. La indústria dels aliments processats també està experimentant un creixement significatiu en regions en desenvolupament com a la Xina, Índia, Japó i Austràlia.
El mercat d'extrusió d’aliments està impulsat principalment pel creixement de la indústria d’aliments processats. Els estils de vida canviants i els alts ingressos disponibles de la població han portat a una demanda més gran de tipus de productes preparats per menjar, ja que ajuden a estalviar temps i esforç. L'augment de l'ingrés per càpita i la tendència creixent a picar entre menjars també estan alimentant la demanda de tipus de productes extruïts. Les preferències dels consumidors en economies emergents com la Xina, l'Índia, el Brasil i l'Orient Mitjà han passat gradualment dels esmorzars casolans tradicionals i els entrepans als productes preparats per menjar en les darreres dues dècades. Les poblacions millennials i de la generació Z exhibeixen la tendència a les pastes, els cereals per esmorzar i els productes carnis processats.
Europa representa la major part del mercat d'extrusió d'aliments. El mercat d'extrusió d’aliments en aquesta regió està molt fragmentat i consta d'un gran nombre d'empreses, la majoria de les quals són de petita a mitjana escala. L'Associació Europea de Snacks (ESA) dona suport a la indústria d'aperitius salats a Europa i proporciona coneixements tècnics i informació sobre la política de la Unió Europea (UE).
Les empreses líders en el mercat global d'extrusió d'aliments són:
- Bühler (Suïssa)
- Akron Tool & Die (EUA)
- Baker Perkins (Regne Unit)
- Coperion (Alemanya)
- GEA (Alemanya)
- KAHL Group (Argentina)
- Triott Group (Països Baixos)
- Flexicon (EUA)
- Groupe Legris Industries (Bèlgica)
- The Bonnot Company (EUA)
- American Extrusion International (EUA)
- Shandong Light M&E Co, Ltd (Xina)
- Snactek (Índia)
- Doering systems, inc. (EUA)
- PacMoore (EUA)
- Egan Food Technologies (EUA)
- Schaaf Technologie GmbH (Alemanya)
- Wenger Manufacturing, Inc. (EUA)
- Brabender GmbH & Co. KG (Alemanya)
- Jinan Darin Machinery Co, Ltd, (Xina) Arxivat 2021-11-30 a Wayback Machine.[21]
- Mondelez International (EUA)
- Lindquist Machine (EUA)
- Calbee Inc. (Japó)
- Universal Robina (Filipines)
- Grup Bimbo (Mèxic)[22]